# Strada statale 433 di Val d'Aso
La strada statale 433 della Val d'Aso (SS 433), ex strada provinciale 238 ex SS 433 Valdaso (SP 238), è una strada statale italiana che percorre l'omonima valle.

## Percorso
La strada ha inizio a Pedaso distaccandosi dalla strada statale 16 Adriatica. Nel suo percorso rimane vicino al letto del fiume Aso rimanendo così a valle dei maggiori centri abitati della provincia, attraversandone solo alcune frazioni. Inizia sulla sponda destra del fiume dove attraversa i territori comunali di Campofilone (nella provincia di Fermo) e Montefiore dell'Aso (nella provincia di Ascoli Piceno).
Cambia quindi la sponda per passare nuovamente nella provincia fermana dove passa non lontano da Monterubbiano, Petritoli, Monte Vidon Combatte e Ortezzano.
A questo punto torna sulla sponda destra del fiume Aso e quindi nella provincia picena, passando a valle di Montalto delle Marche e Montedinove.
Nuovo cambio di sponda e attraversamento dei territori di Santa Vittoria in Matenano e Montefalcone Appennino, prima di raggiungere il centro abitato di Comunanza dove si innesta nella strada statale 78 Picena.
In seguito al decreto legislativo n. 112 del 1998, dal 2001, la gestione è passata dall'ANAS alla Regione Marche: in realtà su sollecitazione di quest'ultima, la strada è passata di proprietà alla Provincia di Ascoli Piceno. Con l'istituzione della Provincia di Fermo per scorporo dalla Provincia di Ascoli Piceno, dall'aprile 2010 la gestione del tratto competente è passata alla neonata provincia.
Nel 2018 la strada è tornata di competenza ANAS per tutta la lunghezza del percorso, nell'ambito del piano di "Rientro strade".